# 真空態
在量子场论中，量子真空态（英語：Vacuum state）是具有最低能量的量子态。通常，它不包含物理粒子。零点场有时用作单个量化场的真空状态的同义词。
根据现在对真空状态或量子真空的理解，它“绝不是一个简单的空白空间”。根据量子力学，真空状态并非真正空洞，而是包含瞬间存在的电磁波和粒子。
量子电动力学（QED）的QED真空是量子场论的第一个真空。 QED起源于20世纪30年代，在20世纪40年代末和50年代初由费曼，朝永振一郎和施温格重新定义，他们在1965年共同获得诺贝尔奖。今天，电磁相互作用和弱相互作用在电弱相互作用理论中是统一的。
标准模型是量子电动力学工作的概括，包括所有已知的基本粒子及其相互作用（重力除外）。量子色动力学是标准模型中处理强相互作用的部分，而QCD真空是量子色动力学的真空。它是大型强子对撞机和相对论重离子对撞机的研究对象，与强相互作用的真空结构有关。

## 非零期望值
如果量子场理论可以通过扰动理论准确描述，那么真空的性质类似于量子力学谐振子的基态特性，或者更准确地说，是测量问题的基态。在这种情况下，任何量子场的真空期望值（VEV）都会消失。对于扰动理论在低能量下分解的量子场理论（例如，量子色动力学或BCS超导理论），量子场可能具有非消失的真空期望值，称为冷凝物。在标准模型中，由自发对称破缺引起的希格斯场的非零真空期望值是理论中其他场获得质量的机制。

## 能源
在许多情况下，真空状态可以被定义为具有零能量，尽管实际情况更加复杂。真空状态与零点能量相关，这种零点能量具有可测量的效果。在实验室中，它可能被检测为卡西米爾效應。在物理宇宙学中，宇宙真空的能量表现为宇宙常数。实际上，一个立方厘米的空白空间的能量已被计算为erg（或0.6 eV）的万亿分之一。

## 对称性
对于相对论，真空是龐加萊群不变量，它遵循Wightman公理，但也可以在没有这些公理的情况下直接证明。

## 介电常数
原则上，对麦克斯韦方程的量子修正可以使真空状态的实验电容率ε偏离电常数的定义标量值ε0特别是，量子电动力学理论预测QED真空应该表现出非线性效应，使其表现得像双折射材料，对于极强电场，ε略大于ε0。还提出了粒子物理学，外量子电动力学对二向色性的解释。到目前为止，积极尝试衡量这种影响已经产生了负面结果。

## 量子真空的物理性质
根据阿斯特丽德·兰布雷希特（Astrid Lambrecht，2002）的说法：“当一个人清空所有物质的空间并将温度降低到绝对零度时，就会在Gedankenexperiment中产生量子真空状态。”根据福勒&爱德华·A·古根海姆(Edward A. Guggenheim)(1939/1965) 的规定, 热力学第三定律可准确地表述如下:"通过任何程序, 无论多么理想化, 都不可能在有限数量的操作中将任何程序集减少到绝对零度。"光子 - 光子相互作用只能通过与某些其他场的真空状态的相互作用发生，例如通过拉克电子 - 正电子真空场;这与真空极化的概念有关。根据彼得·米隆尼（1994）的观点：“......所有的量子场都具有零点能量和真空波动。”这意味着每个分量场都有量子真空的一个分量（在概念上没有考虑）其他领域），如电磁场，狄拉克电子 - 正电子场等。根据彼得·米隆尼（1994）的观点，归因于真空电磁场的一些影响可以有几种物理解释，一些比其他更常规。通常提出不带电导电板之间的卡西米尔吸引力作为真空电磁场效应的一个例子。 彼得·米隆尼(1994）引用施温格，DeRaad和Milton（1978）的一种模型来解释卡西米尔效应，其中“真空被认为是真正的所有物理性质等于零的状态。” （页面存档备份，存于）在该模型中，观察到的现象被解释为电子运动对电磁场的影响，称为源场效应。米隆尼写道:"这里的基本思想将是卡西米尔力可以从源场单独来自, 即使在完全传统的QED,..Milonni 提供了详细的论点, 通常归因于真空电磁场的可测量物理效应不能仅仅用该场来解释, 但还需要电子的自能或其自身能量的贡献。辐射反应。他写道: "辐射反应和真空场是两个方面的事情是相同的事情, 当涉及到各种QED过程的物理解释, 包括兰姆位移, 范德华力, 卡西米尔效应。"贾菲(Jaffe)(2005年) 也提出了这一观点: "卡西米尔力可以在不考虑真空波动的情况下计算, 与QED中的所有其他可观察到的效应一样, 它消失的是精细结构常数α, 为零。"